# Élections sénatoriales de 2017 en Nouvelle-Calédonie
Les élections sénatoriales en Nouvelle-Calédonie ont lieu le dimanche 24 septembre 2017. Elles ont pour but d'élire les sénateurs représentant le territoire au Sénat pour un mandat de six années.

## Contexte local
Lors des élections sénatoriales de 2011 en Nouvelle-Calédonie, deux sénateurs UMP ont été élus : Pierre Frogier et Hilarion Vendégou.
Depuis, tous les effectifs du collège électoral des grands électeurs ont été renouvelés, avec les élections municipales de 2014, les élections provinciales de 2014 et les élections législatives de 2017.

## Sénateurs sortants
| Sénateur | Sénateur          | Parti | Fonctions lors de l'élection en 2011                |
| -------- | ----------------- | ----- | --------------------------------------------------- |
|          | Pierre Frogier    | R-LR  | Député, président de l'Assemblée de la Province Sud |
|          | Hilarion Vendégou | R-LR  | Maire de l'Île des Pins                             |

## Présentation des candidats et des suppléants
Les nouveaux représentants sont élus pour une législature de 6 ans au suffrage universel indirect par les 524 grands électeurs du territoire. En Nouvelle-Calédonie, les sénateurs sont élus au scrutin majoritaire à deux tours. Leur nombre reste inchangé, deux sénateurs sont à élire. Il y aura plusieurs candidats dans le territoire, chacun avec un suppléant.
| T/S | Candidats | Candidats             | Parti  | Principale fonction                                                                      |
| --- | --------- | --------------------- | ------ | ---------------------------------------------------------------------------------------- |
| T   |           | Émile Néchero         | Palika | Conseiller de la Province Nord, conseiller au congrès, conseiller municipal de Canala    |
| S   |           | Rolande Tourte-Trolue | Palika |                                                                                          |
| T   |           | Jean Creugnet         | Palika |                                                                                          |
| S   |           | Pouya Méray           | Palika | Conseillère municipale de Ponerihouen                                                    |
| T   |           | Gérard Poadja         | CE     | Conseiller de la Province Nord, conseiller au congrès, conseiller municipal de Koné      |
| S   |           | Nina Julié            | CE     | Conseillère de la Province Sud, conseillère au congrès                                   |
| T   |           | Pierre Frogier        | R-LR   | Sénateur sortant                                                                         |
| S   |           | Léontine Ponga        | R-LR   |                                                                                          |
| T   |           | Isabelle Lafleur      | LRC    | Conseillère de la Province Sud, conseillère au congrès, conseillère municipale de Nouméa |
| S   |           | Marc Zeisel           | LRC    | Adjoint au maire de Nouméa                                                               |
| T   |           | Manuel Millar         | DIV    |                                                                                          |
| S   |           | Annie Bernard         | DIV    |                                                                                          |

## Résultats
| Candidats                | Candidats                | Parti                    | Nuance                   | Premier tour | Premier tour |
| Candidats                | Candidats                | Parti                    | Nuance                   | Voix         | %            |
| ------------------------ | ------------------------ | ------------------------ | ------------------------ | ------------ | ------------ |
|                          | Gérard Poadja            | CE                       | UDI                      | 258          | 55,25        |
|                          | Pierre Frogier           | R-LR                     | LR                       | 255          | 54,60        |
|                          | Émile Néchero            | Palika                   | REG                      | 120          | 25,70        |
| Jean Creugnet            | Palika                   | REG                      | 120                      | 25,70        |              |
|                          | Isabelle Lafleur         | LRC                      | DVD                      | 95           | 20,34        |
|                          | Manuel Millar            | SE                       | DIV                      | 9            | 1,93         |
|                          |                          |                          |                          |              |              |
| Suffrages exprimés       | Suffrages exprimés       | Suffrages exprimés       | Suffrages exprimés       | 467          | 89,46        |
| Votes blancs             | Votes blancs             | Votes blancs             | Votes blancs             | 45           | 8,62         |
| Votes nuls               | Votes nuls               | Votes nuls               | Votes nuls               | 10           | 1,92         |
| Total                    | Total                    | Total                    | Total                    | 522          | 100          |
| Abstention               | Abstention               | Abstention               | Abstention               | 30           | 5,43         |
| Inscrits / participation | Inscrits / participation | Inscrits / participation | Inscrits / participation | 552          | 94,57        |

### Sénateurs élus
| Sénateur | Sénateur       | Parti |
| -------- | -------------- | ----- |
|          | Gérard Poadja  | CE    |
|          | Pierre Frogier | R-LR  |